# Akemi (empresa)
Akemi GmbH (AKEMI) es una empresa de la industria química que opera en todo el mundo con sede en Núremberg, Alemania, la cual se centra en la producción de sistemas adhesivos de dos componentes. La fábrica especialista de química-técnica especial produce adhesivos, masillas y productos de limpieza y cuidado para la industria de la piedra natural, así como productos de relleno y reparación, selladores, revestimientos protectores, lacas y productos para el procesamiento y cuidado de la industria del automóvil.
Los productos de Akemi se fabrican en dos emplazamientos en Alemania, en Núremberg y Wiehl, así como en otros cinco emplazamientos en el extranjero. Están ubicados en Atlanta en los Estados Unidos , São Paulo en Brasil, Tuzla, un suburbio de Estambul en Turquía, Bangalore y Delhi en India y Beijing en China. Según la empresa (2019), los productos Akemi se venden en más de cien países.
Debido a su importancia para la industria de la piedra natural, la marca Akemi fue incluida como lema en el único léxico de la piedra natural en lengua alemana.
En una encuesta representativa realizada en 2018, el 95% de las empresas encuestadas en el sector de la piedra natural afirmaron que Akemi era el líder en innovación de sistemas adhesivos de dos componentes.

## Nombre de la empresa

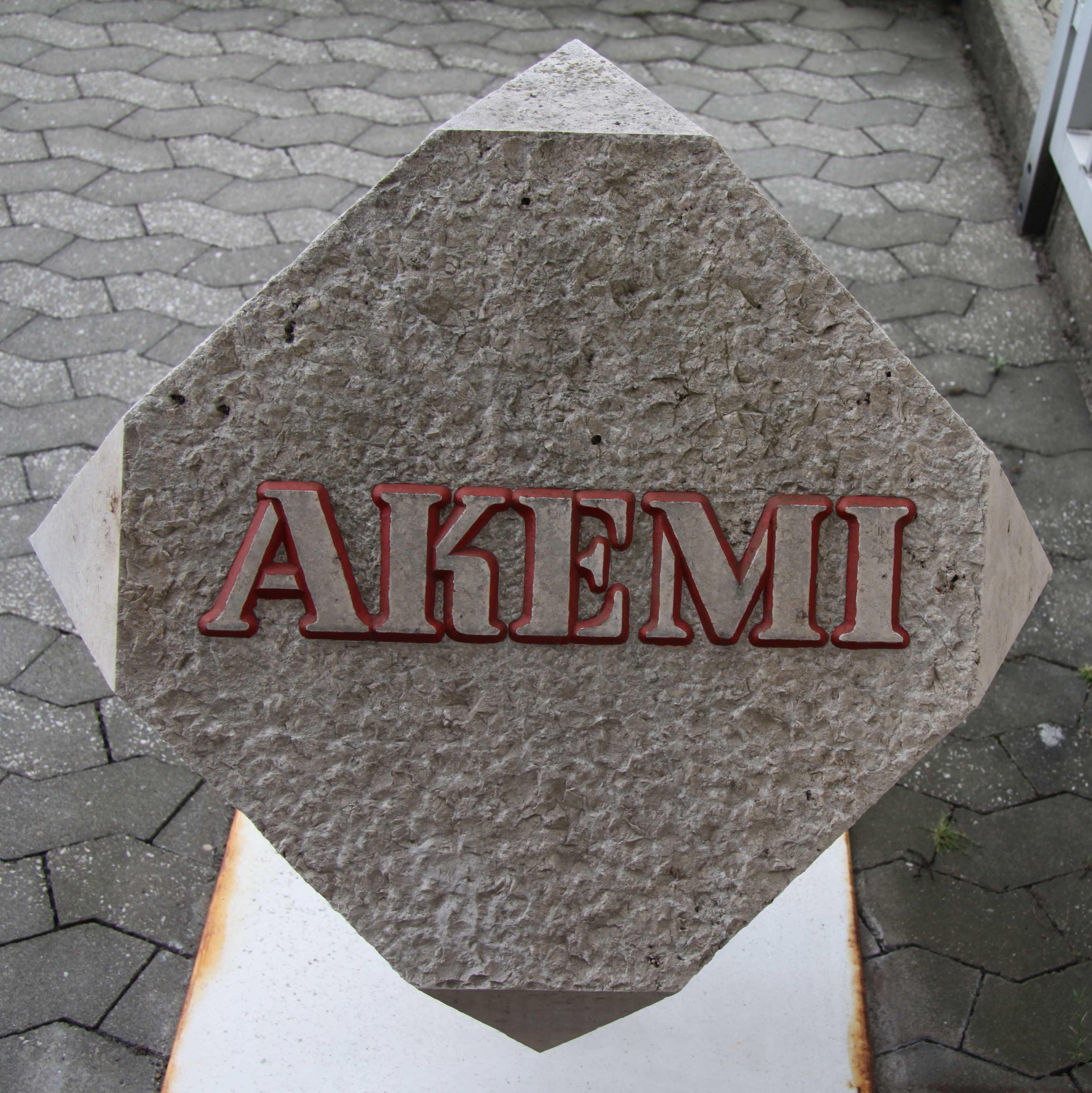
Logotipo de Akemi en una piedra caliza de concha

La empresa fue fundada en 1933 bajo el nombre de Akema. Este nombre se supone que se remonta a la hija del cónsul japonés en Berlín en ese momento. Para evitar confusiones con la feria de ingeniería química, protección del medio ambiente y biotecnología Achema, su fundador Erich Höntsch la rebautizó con el nombre de Akemi en 1952. El nombre Akemi está protegido por el derecho de marcas y goza de un gran reconocimiento en la industria de la piedra natural a nivel mundial por su calidad y su surtido especializado: „on account of their excellent quality and highly specialised assortment, the trade name AKEMI has become synonymous for stone adhesive“ (español: „la marca AKEMI es sinónimo de adhesivo para piedra debido a su excelente calidad y su surtido altamente especializado“).

## Historia de la empresa
Erich Höntsch fundó Akema en 1933. Era un hombre de negocios en Dresde que pasaba su tiempo libre con la química y dirigía un laboratorio en la casita de jardín de sus padres. Allí desarrolló una masilla en forma de polvo que se podía utilizar para pegar el pelo de los animales en las brochas de afeitar añadiendo agua. Esto lo hizo famoso y construyó una empresa en Dresde que también suministraba productos adhesivos a la industria del calzado y de la electricidad.
Después del fin de la guerra en 1945, Höntsch huyó a Hannover y luego se fue a Núremberg, donde comenzó a producir adhesivos en 1948. En 1949 la empresa se trasladó a un antiguo taller de carpintería.

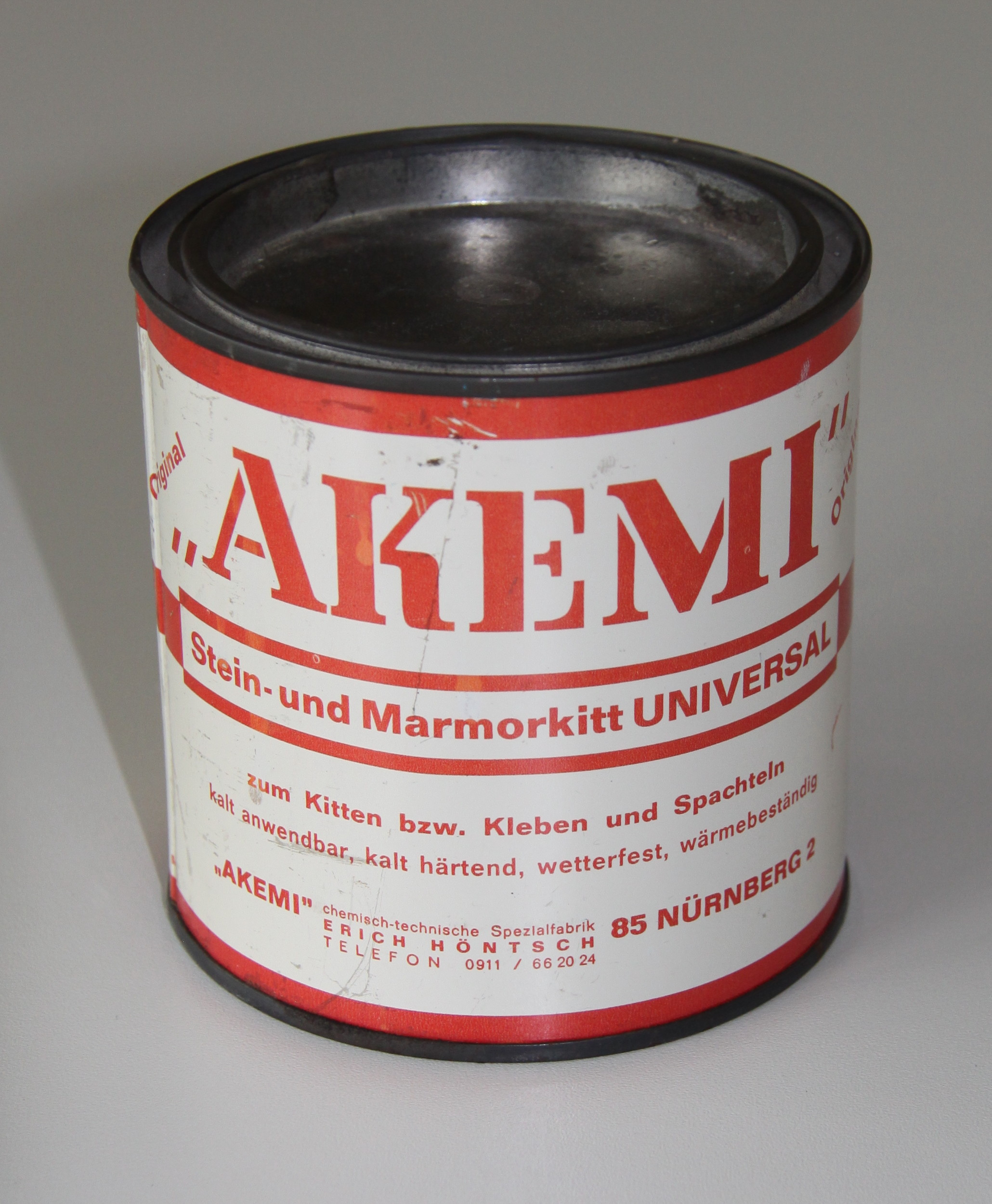
Primera etiqueta del adhesivo a base de poliéster de 1953

En 1952 introdujo el primer adhesivo a base de poliéster en el mercado de la piedra natural bajo el nombre de “Stein- und Marmorkitt Universal”. Con el fin de satisfacer la creciente demanda de productos en el país y en el extranjero, construyó una red de distribución y amplió la gama de sus sistemas de masillas y adhesivos. Sacó un nuevo sistema adhesivo a base de resina epoxi, que primero se utilizó para piedra natural y más tarde también para automóviles.

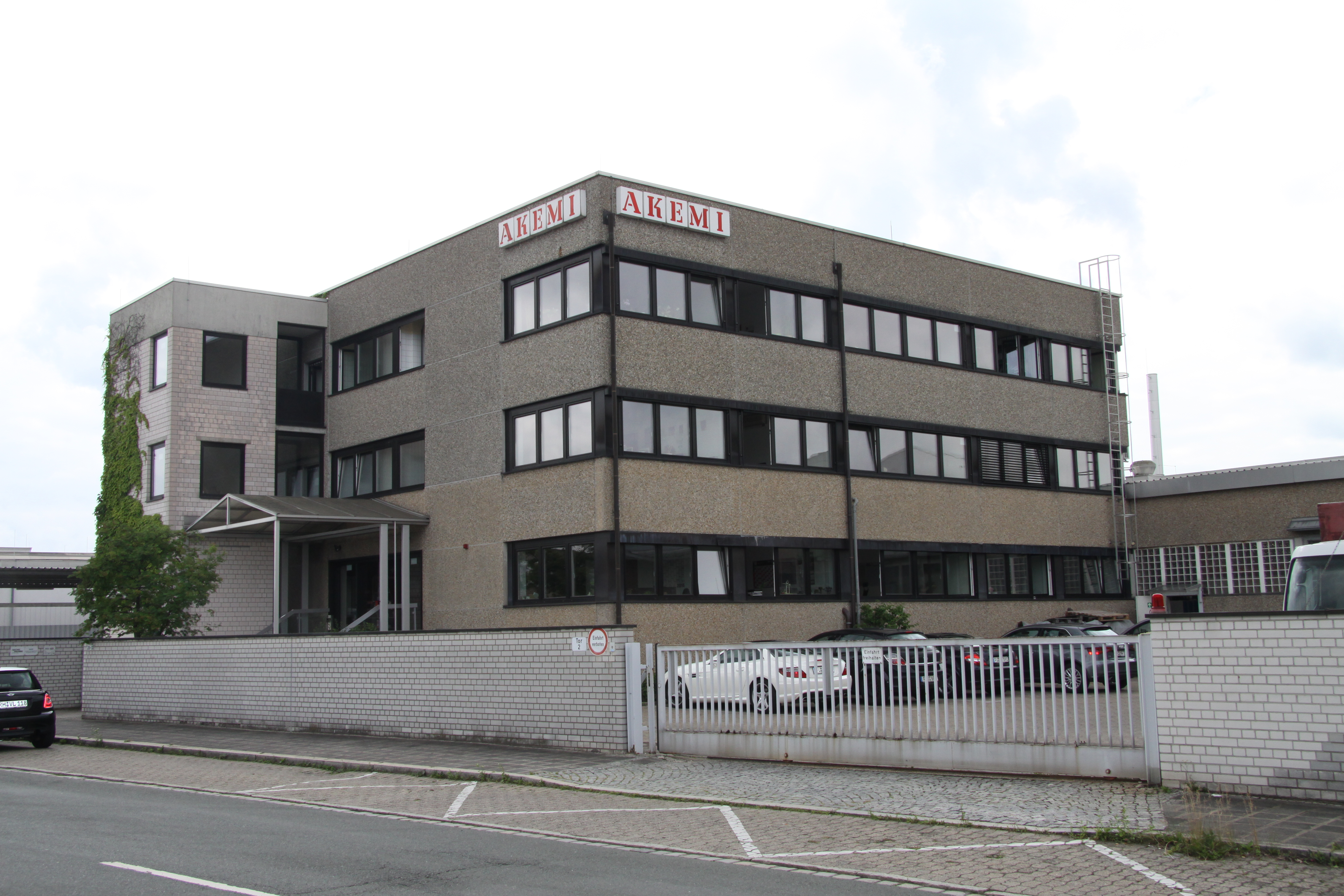
Edificio de la empresa Akemi en Núremberg.

Tras la muerte de Erich Höntsch en 1970, su viuda Angelika Höntsch se hizo cargo del negocio. En 1972 la empresa pudo mudarse a nuevos edificios. La Sra. Höntsch continuó dirigiendo el negocio hasta 1996. A continuación la compañía fue adquirida por el Diplom-Kaufmann Torsten Hamann.
Torsten Hamann amplió las instalaciones de la empresa a 12.000 m², amplió la gama de productos y reorganizó la producción, el transporte y la logística. Tomó en cuenta la incipiente globalización y fundó instalaciones de producción y oficinas de ventas en el extranjero.
En octubre de 2001, su hijo Dirk C. Hamann, doctor en derecho, ingresó a la junta directiva de Akemi.

## Datos económicos
Aproximadamente el 60 % del volumen de negocios de la empresa se genera en la industria de la piedra natural y el 40 % en la industria del automóvil. Akemi emplea aproximadamente a 250 personas en todo el mundo, 100 de ellas en su sede central.[1] La empresa invierte el 10% de su volumen de negocios en investigación.

## Sistemas de adhesivos y masillas
La designación de los adhesivos y las masillas para la piedra suele referirse a los componentes químicos, como los adhesivos de resina epoxi, y a la aplicación, como la masilla para mármol. Con los adhesivos se dejan unir con fuerza de interacción, las piezas de trabajo hechas de piedra natural y de piedra compuesta con cuarzo, así como otros materiales, con las masillas se pueden rellenar los poros o defectos en los productos hechos de piedra natural. Los sistemas adhesivos más utilizados en la industria de la piedra natural se basan en resinas epoxi (resinas EP) y resinas poliéster insaturadas (resinas UP) y resinas acrílicas, resinas de metacrilato y sistemas de poliuretano (resinas PUR). Sin embargo, también hay productos que combinan dos resinas, por ejemplo, acrilatos epoxídicos. Para los adhesivos y masillas existen accesorios correspondientes como numerosos colores para piedra natural, cartuchos, boquillas mezcladoras, etc. Para la industria del automóvil se producen principalmente las masillas a base de poliuretano y resinas epoxi.

### Adhesivos y masillas a base de poliéster
En 1952 Akemi lanzó el primer sistema adhesivo y masilla para piedra de dos componentes basado en resinas UP, llamado "Stein- und Marmorkitt Universal", que se utilizaba principalmente en la industria de la construcción.
Este sistema adhesivo Akemi era ideal para los fabricantes, ya que no importaba si este adhesivo podía utilizarse para reparar superficies horizontales o para rellenar superficies verticales. Además, el adhesivo se podía ajustar a la tonalidad y textura de los materiales de piedra cuando se mezclaba. El adhesivo endurecía rápidamente y era pulible. La fuerza adhesiva era considerablemente mayor que con los sistemas utilizados hasta entonces. La anticuada tecnología de pegado fue reemplazada en su totalidad. Los adhesivos o masillas para la piedra a base de poliéster reaccionan y endurecen con la adición de un endurecedor y pueden procesarse en un rango de temperaturas de + 5 °C hasta + 30 °C. La ventaja de la unión con un adhesivo a base de poliéster es el endurecimiento rápido, la desventaja es la sensibilidad a la humedad de la unión adhesiva. Desde 1983, también ha habido sistemas de un solo componente, los cuales endurecen en pocos segundos utilizando lámparas UV. En la industria de la piedra natural, estos sistemas se utilizan principalmente en líneas de pulido, donde se enmasillan principalmente pequeños defectos.
Los adhesivos y las masillas también se utilizan en la industria del automóvil. Akemi los introdujo en el mercado por primera vez en 1954 como masillas e imprimaciones.

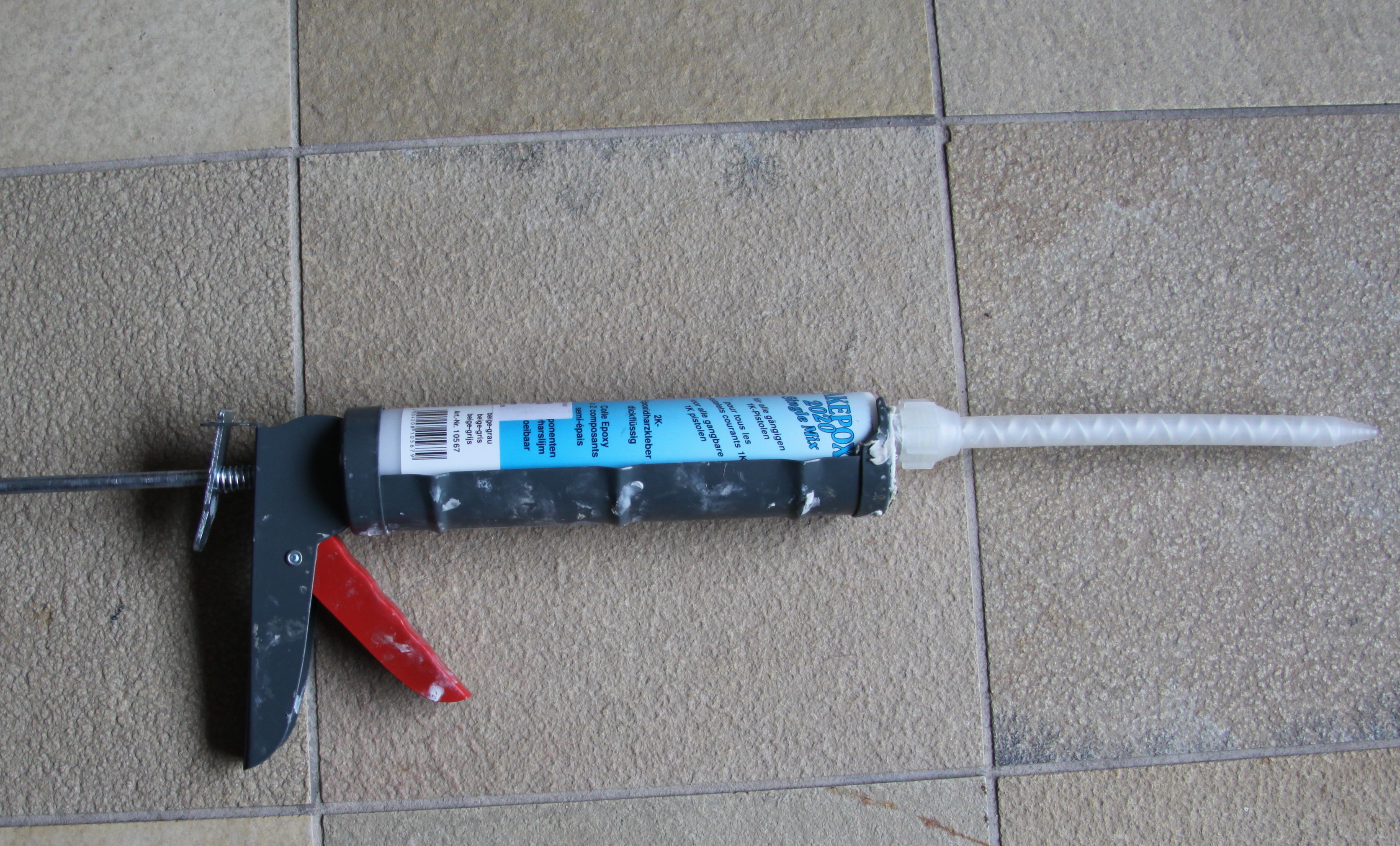
Cartucho Akepox con boquilla mezcladora, insertado en la llamada pistola para cartuchos

### Adhesivos y masillas a base de epoxi
Los sistemas de adhesivos a base de epoxi se utilizan tanto en la industria de la piedra natural como en el ramo del automóvil. En la industria de la piedra natural, estos productos han sustituido a los sistemas de poliéster, que son poco resistentes a la intemperie. Son capaces de resistir los ataques de muchos ácidos y álcalis. Se creó la familia de productos Akepox de Akemi. Akemi desarrolló adhesivos para piedra a base de resina epoxi cuyos enlaces adhesivos son de alta resistencia y resistentes a la intemperie. Debido al mecanismo de reacción, estos adhesivos de dos componentes deben mezclarse en una proporción exacta dependiendo de la aplicación. Por lo tanto, la aplicación requiere una cierta cantidad de conocimientos técnicos especializados en relación con las proporciones de mezcla, las temperaturas y la seguridad en el trabajo. Los adhesivos a base de resina epoxi tienen la mayor fuerza adhesiva entre los adhesivos de piedra natural, pero son relativamente lentos de endurecer.
Otra aplicación es el tratamiento superficial de piedras naturales agrietadas y porosas con resina epoxi líquida y transparente en el llamado “proceso de resinificación”. Esto hizo posible aplicar resina epoxi a losas de piedra agrietadas y porosas, que de otra manera no podrían ser utilizadas económicamente, con el fin de adherirlas y rellenarlas profundamente. Esto también tiene un significado ecológico. Los procesos industriales requieren la consideración de numerosos factores como la temperatura, la viscosidad, la relación de mezcla de los componentes y las medidas de seguridad industrial, etc.
Los sistemas de resina epoxi también se utilizan en la restauración de piedra. Los granos de cuarzo se mezclan con resina epoxi, se tiñen y se modelan sobre las piezas faltantes de ornamentación y esculturas de valor histórico.
En 2003, Akemi lanzó una masilla de resina epoxi para tiras antideslizantes que puede utilizarse en escaleras y revestimientos de suelos de piedra natural y artificial.

### Adhesivos a base de epoxi acrilato
Los adhesivos a base de epoxi acrilato son una alternativa a los adhesivos y masillas a base de poliéster porque se endurecen muy rápidamente, tienen un color propio bajo y son adecuados para el uso en la industria alimentaria después del endurecimiento. Debido a estas propiedades, se utilizan en el interior de edificios para pegar piedra natural y artificial y baldosas cerámicas de gran superficie, como encimeras de cocina, baños y aseos. Las juntas visibles pueden evitarse en gran medida con productos de colores combinados o ya coloreados. Estos adhesivos tienen una alta fuerza adhesiva, un secado de la superficie y procesamiento posterior rápido.

### Adhesivos a base de resina acrílica
Los adhesivos a base de resinas acrílicas tienen áreas de aplicación comparables a las de los adhesivos y masillas a base de resina de poliéster y acrilato epoxi. Son especialmente adecuados para la adhesión de materiales hechos de Solid Surface. Se trata de un material con una estructura de grano granítico que puede utilizarse, por ejemplo, en la construcción de aviones o en encimeras de cocinas debido a su bajo peso. Un punto débil es la fuerte molestia de los olores al aplicar este adhesivo.

### Adhesivos a base de resina de poliuretano

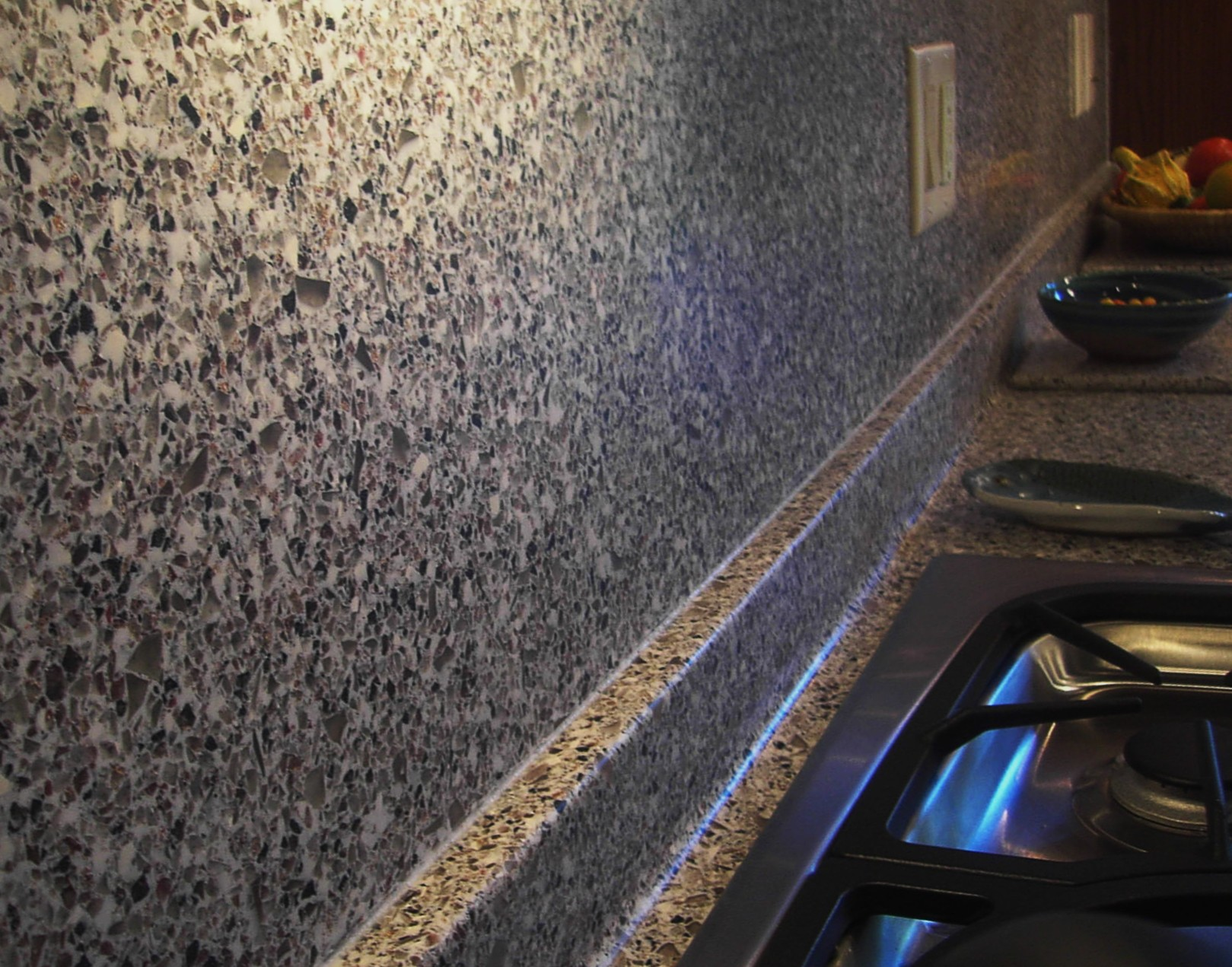
Material hecho de Solid Surface con juntas adhesivas claramente visibles

Los adhesivos especiales de resina de poliuretano se distinguen de otros adhesivos de resina de reacción por el hecho de que son particularmente resistentes al amarilleamiento. Akemi ha desarrollado estos adhesivos y los ofrece desde 2014 para la adhesión permanente de piedras naturales y artificiales especialmente claras. También son adecuados para el rejuntado de superficies de piedra. Este adhesivo se puede utilizar tanto en el interior como en el exterior de los edificios.

## Otros productos

### Siliconas
Las siliconas de un componente se utilizan principalmente como aglutinantes para selladores y requieren humedad del aire para endurecerse. El ácido acético o etanol se libera durante el proceso de curado. Akemi ofrece siliconas especialmente preparadas para piedra natural y garantiza que no se produzcan decoloraciones. Estas siliconas son permanentemente elásticas y por lo tanto adecuadas para su uso en la industria de la construcción.

### Limpieza, protección y cuidado
Akemi ofrece productos de limpieza y cuidado para la piedra natural y artificial, así como para automóviles desde 1984. Los limpiadores para piedra natural son ácidos, neutros, alcalinos o contienen disolventes. Los agentes protectores se basan principalmente en compuestos de silicona o polímeros modificados. Estos productos no forman capas superficiales, sino que penetran en el material de la piedra y provocan un efecto fuertemente repelente al agua y además al aceite. De este modo, las superficies de piedra están protegidas contra la suciedad, lo que es especialmente importante para las encimeras de las cocinas.

### Automóviles
Toda la gama de productos de Akemi está diseñada tanto técnica como cualitativamente para usuarios profesionales como talleres de pintura de coches, garajes, preparadores de coches, restauradores de coches clásicos y carroceros. La gama de productos incluye reparaciones de automóviles, bajos, sistemas de escape y parabrisas.

### Imprimación bicomponente de PUR para masillas y barnices
Desde principios del año 2000 Akemi produce imprimaciones, masillas y barnices a base de poliuretano, que se utilizan principalmente en la reparación profesional de pinturas de automóviles. También son adecuados para la reparación de pequeños y medianos daños en la pintura. Este proceso se denomina Spot-Repair y no es adecuado para pinturas de color. Sin embargo, las sustancias de dos componentes son compatibles con las pinturas de color de otros fabricantes disponibles en el mercado.

### Productos para la industria
En el laboratorio propio, juntas epoxi para el sector alimentario pueden ser desarrolladas y fabricadas de acuerdo a los requerimientos de los principales clientes industriales de la industria del automóvil, tren, aviación con construcción aeronáutica, construcción de contenedores, construcción de muebles, muebles de madera y diseño. Esto también se aplica a la adaptación de productos ortopédicos en la construcción de prótesis.

## Formación y servicio
En 2003, Akemi reconoció que la amplia gama de productos y las altas exigencias técnicas de procesamiento requerían formación para los usuarios. La empresa construyó un centro de formación en sus instalaciones y ofrece allí una amplia gama de seminarios.[5] A petición, la empresa también puede ofrecer formación en plantas de procesamiento y realizar seminarios en el extranjero, por ejemplo en Egipto y la India. Los procesadores son asesorados tanto por teléfono como en el desarrollo de conceptos. Debido a su presencia mundial, Akemi ya proporcionó información técnica sobre sus envases en 22 idiomas en 2008. Según la información de la empresa, las fichas de seguridad son específicas de cada país y actualmente (2019) están disponibles en 30 idiomas. Las fichas de datos técnicos se redactan generalmente en alemán, inglés y francés, y también pueden estar disponibles en español y ruso.

## Obras de construcción
Los productos Akemi se han utilizado en numerosos edificios modernos e históricos.

Una selección de edificios en los cuales los productos de Akemi han sido implementados
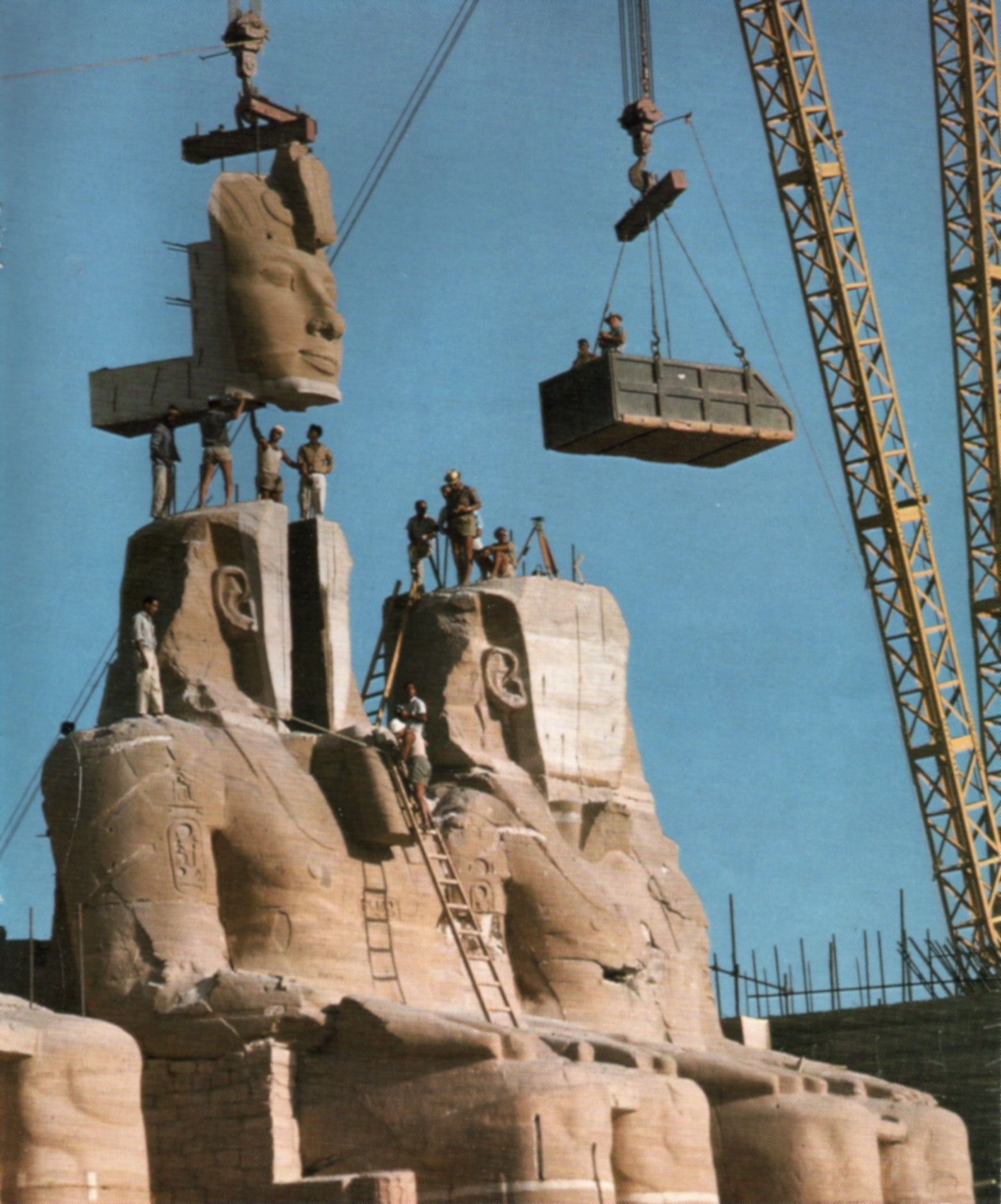
Templos de Abu Simbel en Egipto: Los templos fueron desmontados y reconstruidos usando adhesivos y masillas de poliéster Akemi.
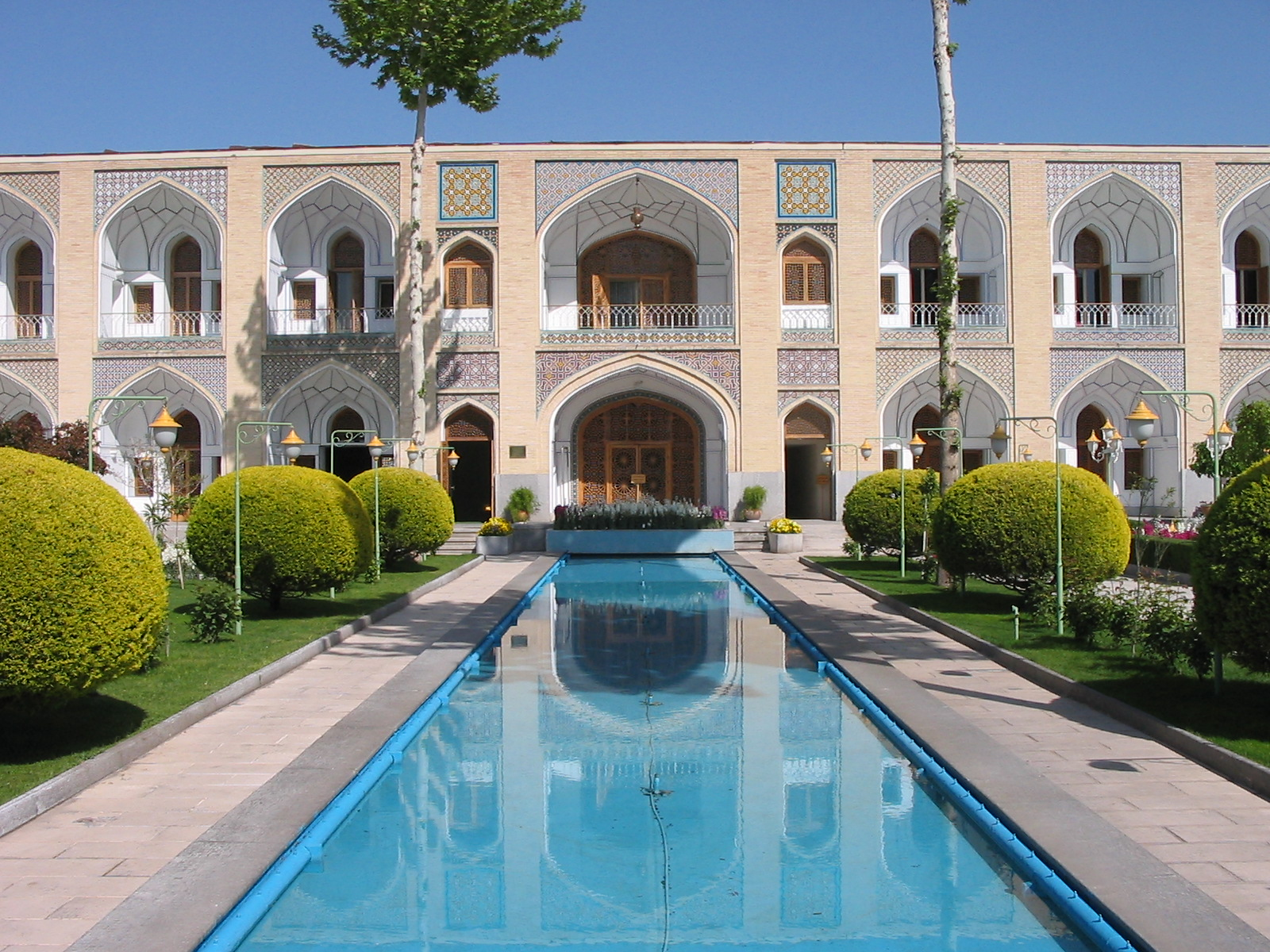
Abbasi Hotel en Irán: suelos, escaleras y fachadas tratados por Akemi.
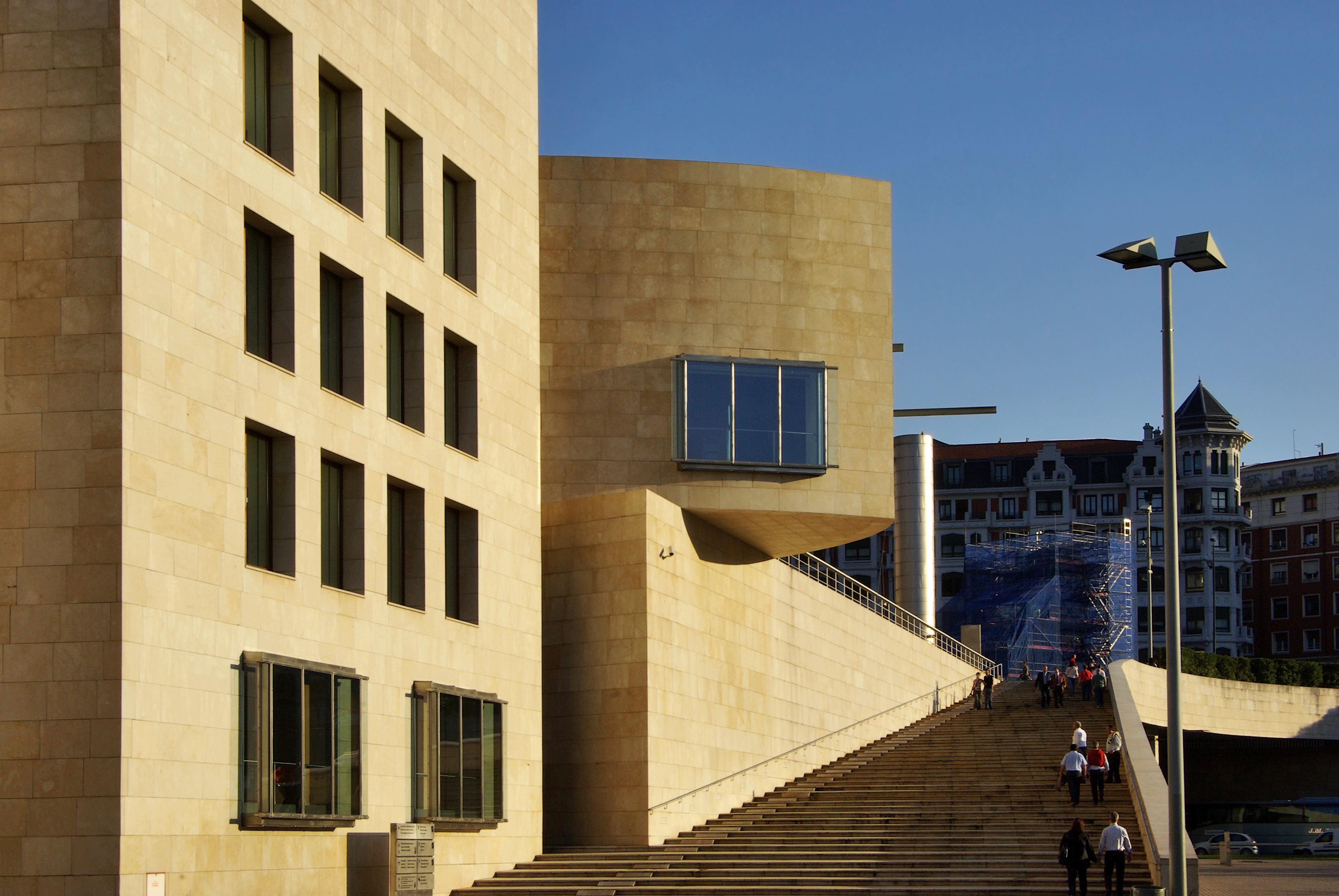
Guggenheim Bilbao en España: Se realizaron trabajos de restauración de piedra caliza y acero con adhesiones de resina epoxi de piedra caliza y acero.
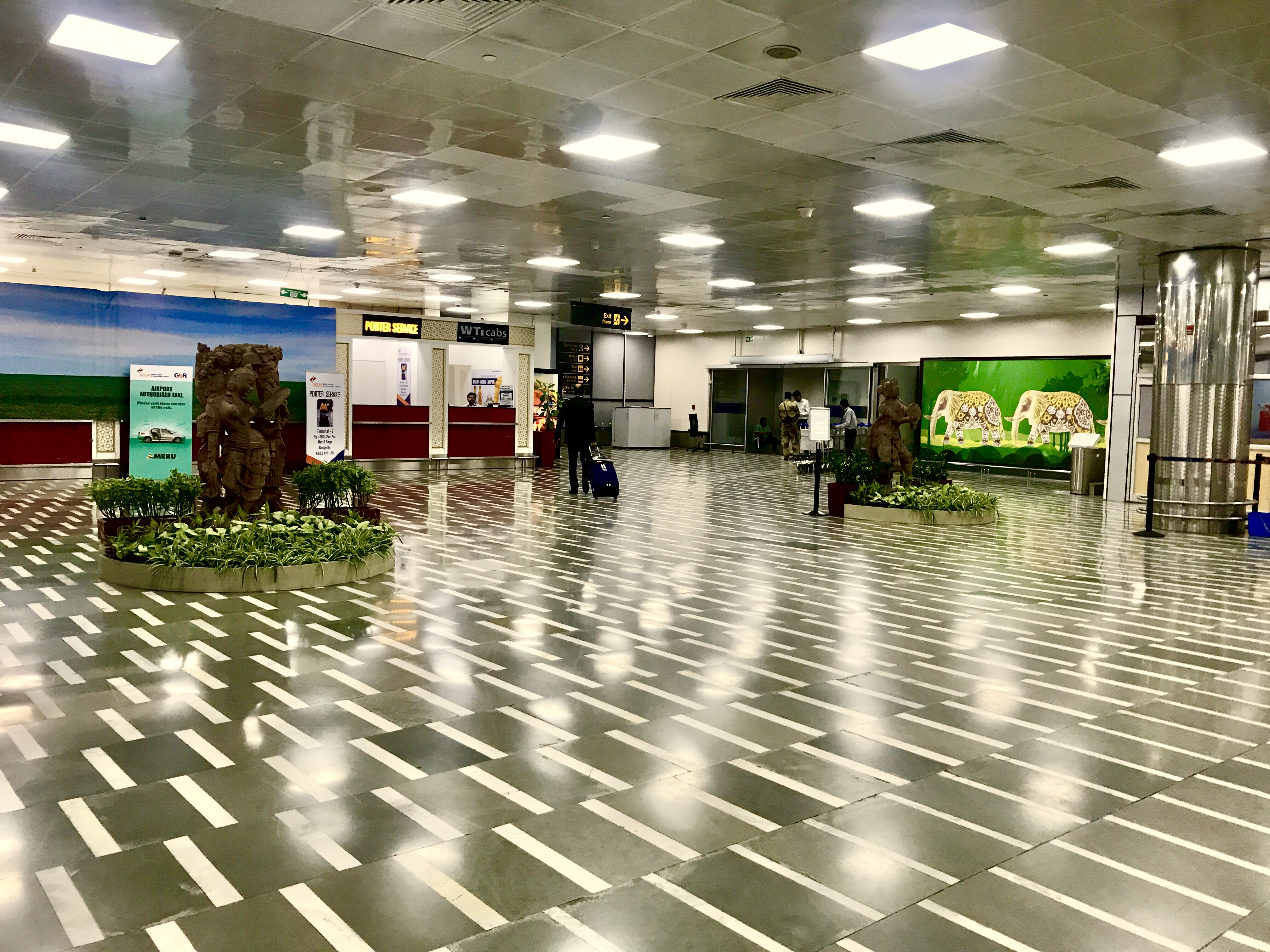
Aeropuerto Internacional Indira Gandhi, India: 25.000 m² de suelo tratado con productos Akemi de limpieza de piedra y productos de protección contra manchas.
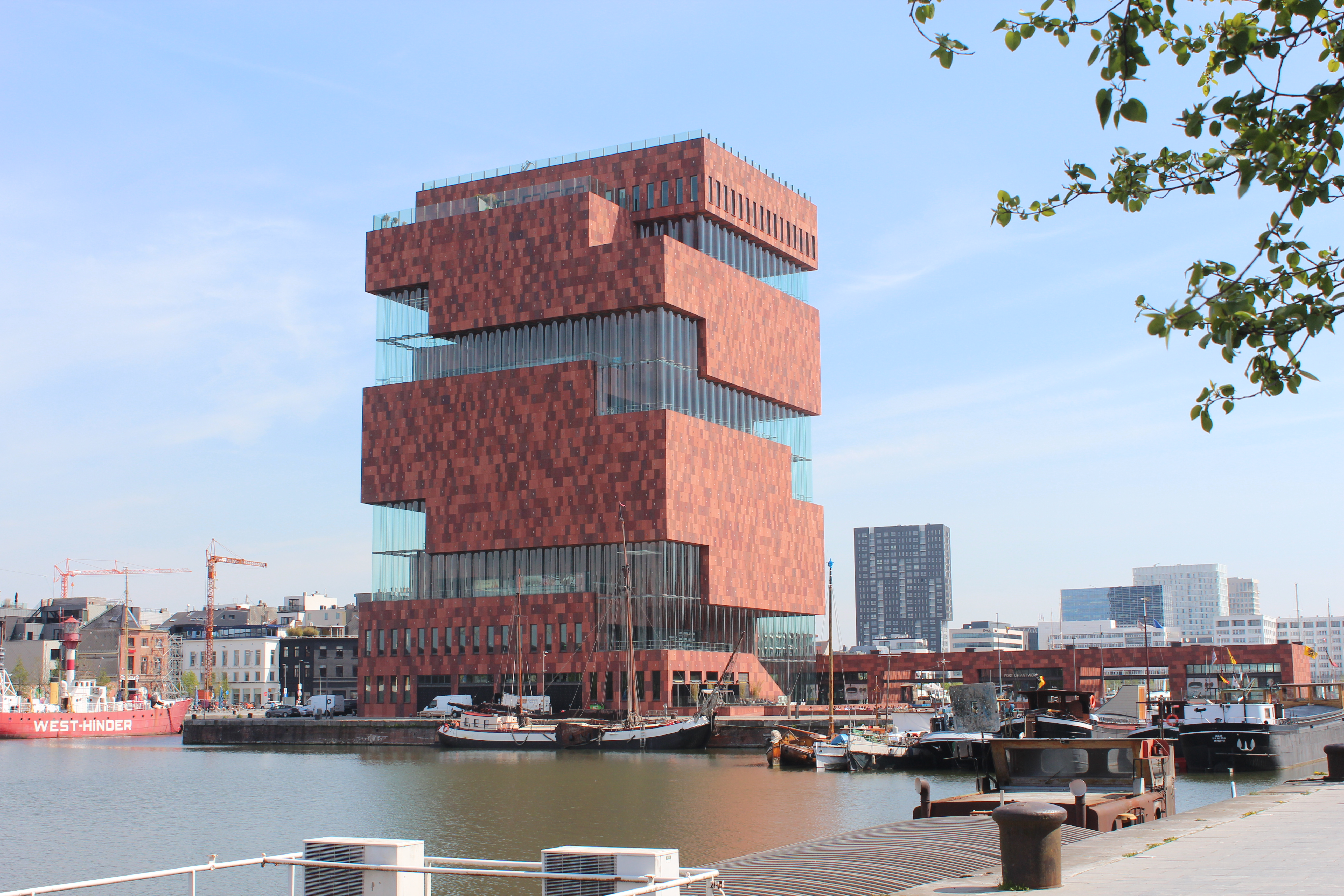
Museum aan de Stroom en Bélgica: Numerosas losas de piedra natural se pegaron entre sí en el intradós con fuerza de interacción con adhesivos Akemi.

## Participación en ferias
Además de la exposición de piedra natural Stone+tec, Núremberg en Alemania, Akemi también participa en ferias en el extranjero:
Europa
- Cevisama en Valencia in España
- Marmormacc, Verona en Italia
- Contruma, Budapest en Hungría
- Stone, Poznan en Polonia

Fuera de Europa
- Xiamen International Stone Fair, Xiamen en China
- India Stone Mart, Jaipur en la India
- Marble, Izmir en Turquía
- Expo Revistir, São Paulo en Brasil
- The International Surface Event, Las Vegas en los EE. UU.
- The Big 5, Dubái en los Emiratos Árabes Unidos
- Amr – Auto Repair Maintenance Car Repair, Pekín en China